# Győző
A  Győző férfinév 19. századi nyelvújításkori névalkotás a Viktor magyarosítására.

## Rokon nevek
- Viktor

## Gyakorisága
Az 1990-es években ritka név, a 2000-es években nem szerepel a 100 leggyakoribb férfinév között.

## Névnapok
- február 26.,[2] szökőévekben február 27.
- május 8.[2]
- július 28.[2]
- november 3.[2]

## Híres Győzők
- Czigler Győző műépítész
- Burcsa Győző labdarúgó
- Gáspár Győző énekes, showman
- Határ Győző író, költő
- Kulcsár Győző a Nemzet Sportolója, négyszeres olimpiai bajnok vívó
- Mihályi Győző színművész
- Sárkány Győző grafikus
- Sárvári Győző színművész
- Szabó Győző színművész
- Varga Győző zenész
- Victor Vasarely  (Vásárhelyi Győző) képzőművész, az op-art "atyja"
- Zemplén Győző fizikus
- Reményi Győző Menahem festő, grafikus